# Aeroportul Tortolì–Arbatax
Aeroportul Tortolì-Arbatax (IATA: TTB, ICAO: LIET) este un aeroport din Tortolì, Provincia Nuoro, Sardinia, Italia ce deservește zona Tortolì. Aeroportul a fost tranzitat în 2006 de 26.083 de pasageri. A fost numit după zona deservită.
Situat la o altitudine de 7 m, aeroportul dispune de 1 pistă.

## Infrastructură

### Piste
Aeroportul dispune de o singură pistă. Pista are orientarea 12/30. 